# 佐久間勝忠
佐久間 勝忠（さくま かつただ、元禄10年（1697年） - 明和2年8月1日（1765年9月15日））は、江戸時代の旗本。佐久間氏の一族。佐久間盛遠の子。通称は十次郎。子に佐久間勝利、佐久間重高、佐久間盛庸室。
享保5年（1720年）12月4日、家督（200俵）を相続、享保19年（1734年）5月13日、小十人となる。
延享元年（1744年）3月11日、小十人を辞する。
婿養子の佐久間盛庸が跡を継いだ。